# Либаво-Роменская железная дорога

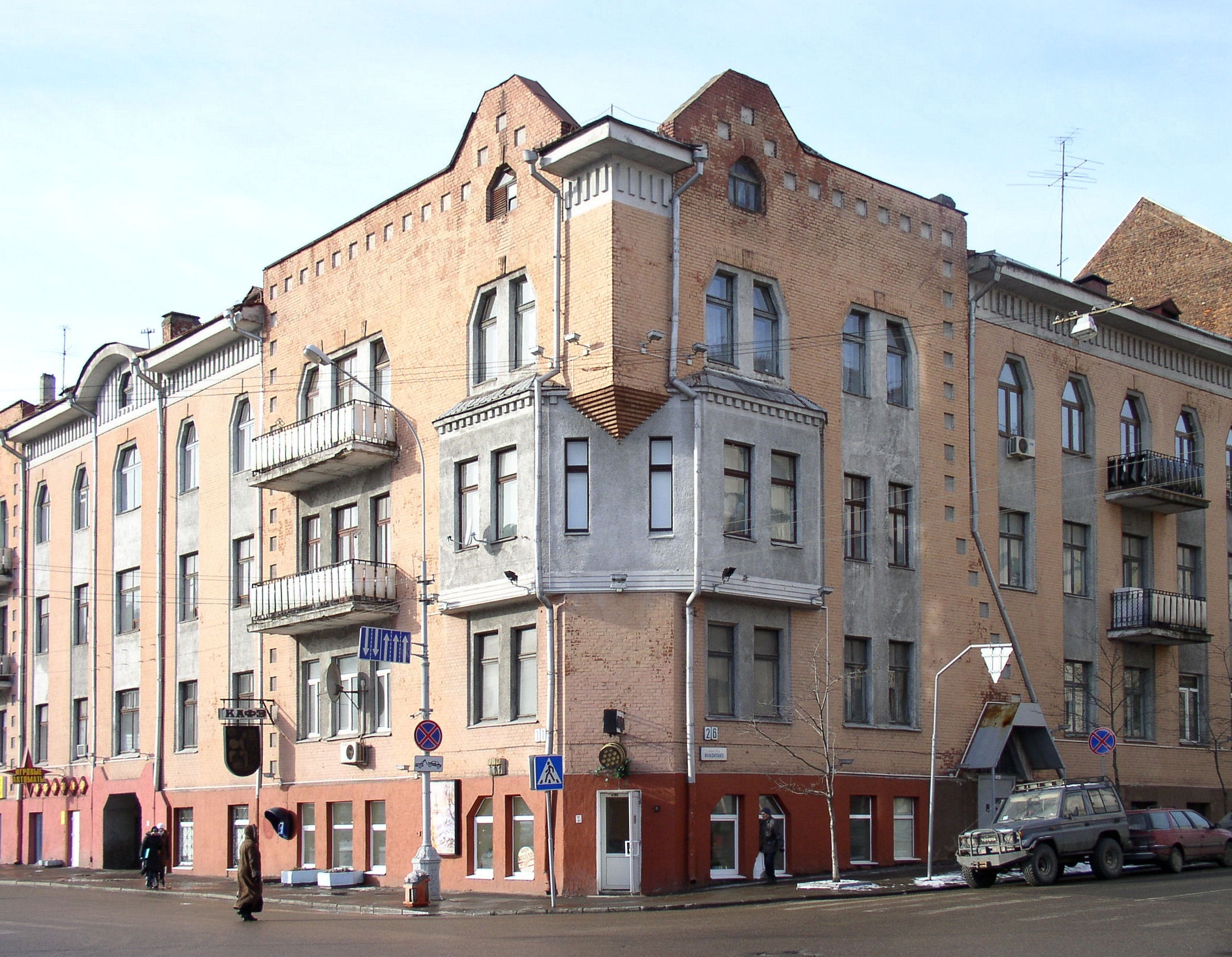
Здание управления Либаво-Роменской железной дороги в Минске (ул. Кирова 11)

Либаво-Роменская железная дорога — железнодорожная линия в Российской империи, которая соединяла порты на Балтике с левобережной Украиной. Образована в 1876 году путём присоединения бездоходной Либаво-Кошедарской дороги к Ландварово-Роменской ж. д. Основные линии новообразованной дороги построены с 1872 по 1901 год. Проходила по территориям Курляндской, Виленской, Ковенской, Минской, Могилёвской, Черниговской, Полтавской губерний. Одна из частных железных дорог, построена Карлом Федоровичем фон Мекком, принадлежала семье фон Мекк, позже стала казённой.

## История
В 1871 году была построена Либаво-Кошедарская железная дорога (длиной 294 версты), соединившая порт Либава со станцией Этканы на ветви Петербурго-Варшавской ж. д., ведущей к границе с Пруссией.
17 ноября 1872 года, когда была построена станция Либаво-Роменской железной дороги (станция, а потом и город, получили название от расположенной в двух километрах деревни Осиповичи), считается датой основания города Осиповичи.
Правление дороги в 1870-х годах располагалось в Москве по адресу Маросейка, 17, где позже четыре года жил его председатель В. К. фон Мекк.
Ландварово-Роменская железная дорога вводилась в эксплуатацию отдельными участками:
- Науйойи-Вильня — Минск (173 версты) 14 января 1873 года[3];
- Минск — Бобруйск (139,5 версты) в сентябре 1873 года[4];
- Бобруйск — Гомель (141,8 версты) в ноябре 1873 года[5];
- Гомель — Бахмач (184 версты) в январе 1874 года.
- Бахмач — Ромны, (108 верст) 15 июля 1874 года.

Участок железной дороги от Минска до Бобруйска должен был проходить через деревню Пуховичи, однако его провели через населенный пункт Марьина Горка. Поскольку названия станциям давались по первоначальному плану, станция в Марьиной Горке получила название Пуховичи.
В 1891 году дорога была выкуплена в казённую собственность и перешла в ведение Министерства путей сообщения. В 1913 году протяжённость дороги составляла 1434 км (в том числе 195 км — двухпутные участки).
Подвижной состав железной дороги насчитывал 428 паровозов, 11 530 товарных и 405 пассажирских вагонов. В 1903 году было провезено 2351 тыс. человек пассажиров, 270 млн пудов груза; валовый доход составил 17993 тыс. руб.; расходы по эксплуатации 11 627 тыс. рублей.
Строительство Либаво-Роменской железной дороги способствовало экономическому развитию Северо-Западного края.
В 1918 году дорога была включена в состав Западных железных дорог.
Участок, который не действовал с конца 1990-х годов, В 2011 году на территории Латвии началась разборка путей на участке Лиепая (Либава) — Вянта, движение по которым прекратилось ещё в конце 1990-х годов, и к 2015 году железная дорога действовала только на участке Вянта — Мажейкяй — Кайшядорис — Вильнюс — Молодечно — Минск — Бахмач — Ромны.
На участке Кайшядорис — Вильнюс — Молодечно — Минск — Бобруйск — Гомель железная дорога электрифицирована.

### Подразделения и учреждения дороги
- Железнодорожные мастерские в Гомеле, Либаве и Минске.
- Депо (Ново-Вилейск, Ромны).
- Специалистов по ремонту и эксплуатации дороги и подвижного состава готовили 13 школ, 7 училищ, курсы для подготовки агентов служб движения.
- Библиотеки служащих в Минске (при Управлении дороги), Гомеле, Бахмаче.